# Cayrac
Cayrac – miejscowość i gmina we Francji, w regionie Oksytania, w departamencie Tarn i Garonna. Przez gminę przepływa rzeka Aveyron. 
Według danych na rok 1990 gminę zamieszkiwało 340 osób, a gęstość zaludnienia wynosiła 55 osób/km² (wśród 3020 gmin regionu Midi-Pyrénées Cayrac plasuje się na 728. miejscu pod względem liczby ludności, natomiast pod względem powierzchni na miejscu 1394.).